# Pista ciclabile di Castel Goffredo
La pista ciclabile di Castel Goffredo è un percorso ciclopedonale circolare della provincia di Mantova che si snoda esternamente all'abitato di Castel Goffredo e all'interno del centro cittadino.

## Descrizione
La pista, che si snoda attorno alla città, percorre alcune zone particolarmente suggestive dal punto di vista ambientale, come il tratto che, iniziando da via Monteverdi, costeggia per un tratto il torrente Tartaro.

## Altri percorsi cicloturistici

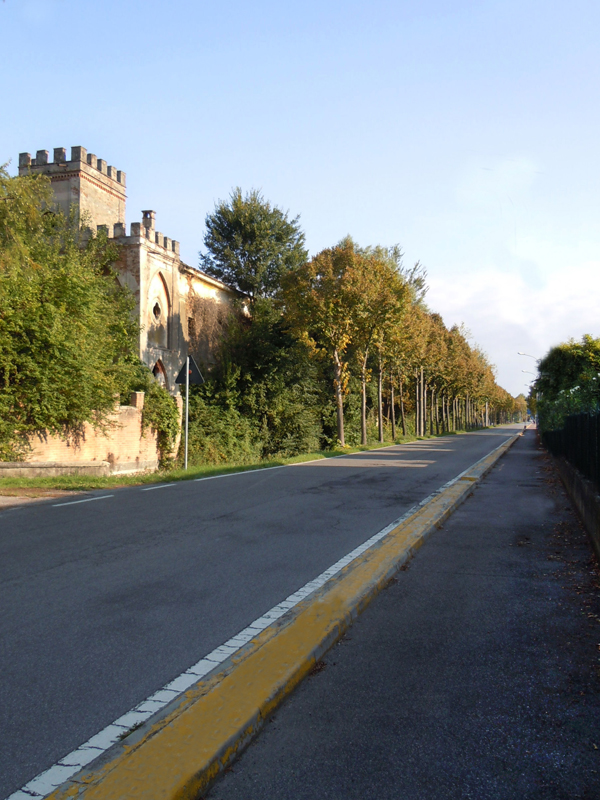
La pista ciclabile nei pressi di Palazzo Riva

A Castel Goffredo è possibile effettuare anche alcuni percorsi cicloturistici su strade comunali nella campagna circostante, a contatto con la natura:
- Percorso del torrente Osone: itinerario di circa 7 km che si svolge a est della città, zona di origine del fiume;
- Percorso del torrente Tartaro Fabrezza: itinerario di circa 9 km che si svolge nella zona nord di Castel Goffredo, ricca di risorgive;
- Percorso del torrente Fuga: itinerario di circa 9 km, in parte sterrato, che si svolge nella zona sud-ovest del capoluogo.